# Christian Rutishauser

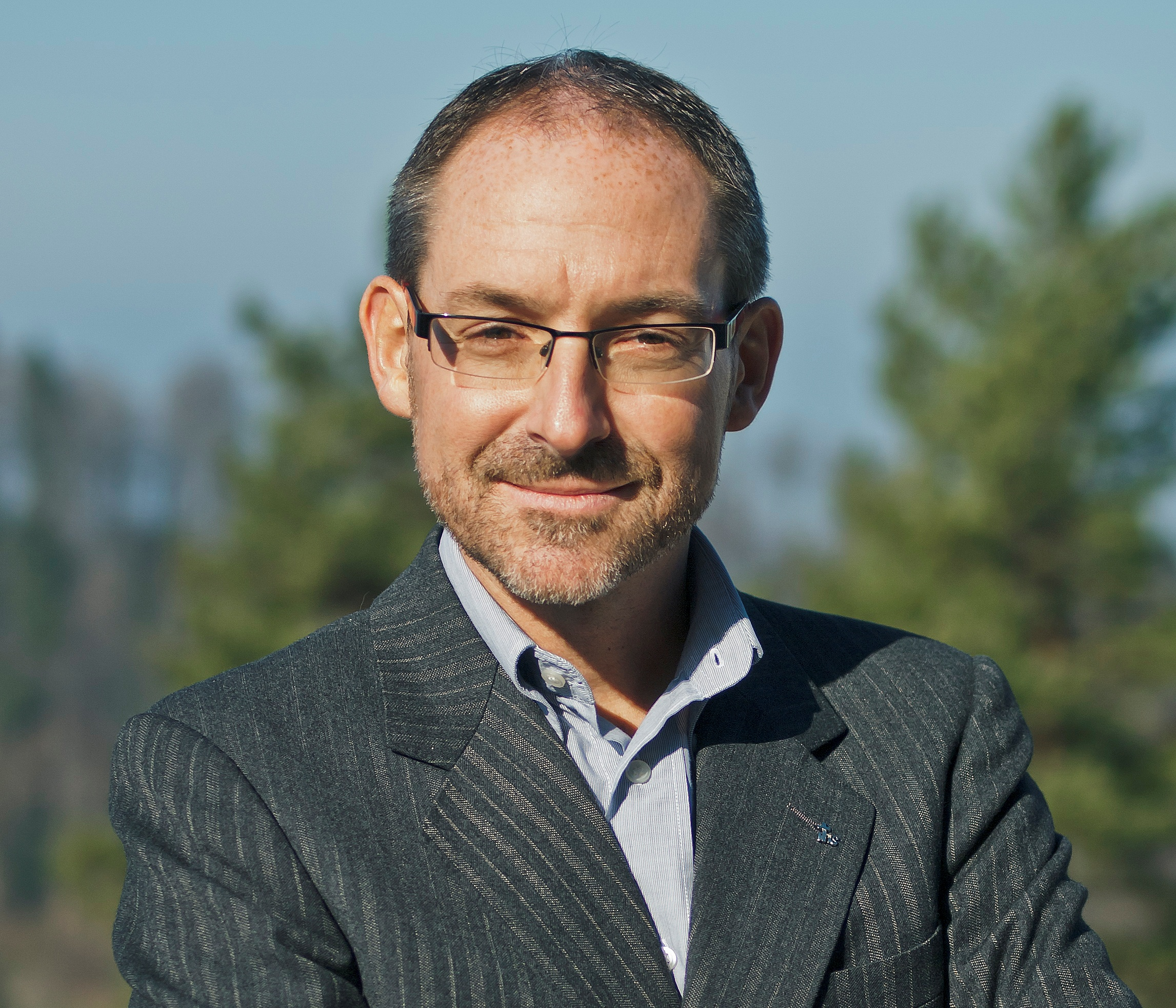
Christian M. Rutishauser (2011)

Christian Rutishauser SJ (* 3. Dezember 1965 in Niederuzwil, Kanton St. Gallen) ist ein Schweizer Jesuit und Judaist, engagiert im christlich-jüdischen Dialog. Von 2012 bis April 2021 war er Provinzial der Schweizer Provinz. Im Mai 2024 wurde er als Nachfolger von Verena Lenzen auf die Judaistik-Professur der Universität Luzern berufen.

## Biografie
Christian Rutishauser wuchs im Quartier Heiligkreuz in St. Gallen auf. Die Schulen absolvierte er an der Sekundarschule Flade und an der Kantonsschule St. Gallen, wo er mit einer Lateinmatura abschloss. Anschliessend studierte von 1985 bis 1991 Theologie an der Universität Freiburg (Schweiz), mit Freisemester am Institut Catholique in Lyon. Ein Jahr lang arbeitete er während des Studiums in der Pfarrei Wil SG. Nach Abschluss mit dem Lizenziat und dem Pastoraljahr in Engelburg, Bistum St. Gallen trat er 1992 ins Noviziat der Gesellschaft Jesu in Innsbruck ein. Während dieser Zeit bildete er sich weiter in geistlicher Begleitung im Centre Manrèse in Clamart (Paris) und arbeitete als Deutschlehrer in Kolín (Tschechien).
Ab 1994 war er Mitarbeiter und Studentenseelsorger an der Universitätsgemeinde und dem Akademikerhaus Bern, das er von 1996 bis 1998 auch leitete. In den 90er Jahren war er auch Leiter von mehrwöchigen Studienreisen nach Israel/Palästina.
1998 wurde er vom damaligen Bischof Kurt Koch zum Priester geweiht und begann seine Doktoratsarbeit mit einem Forschungsstudium der Jüdischen Philosophie und des Rabbinischen Judentums an der Hebräischen Universität Jerusalem und der Päpstlichen Universität Ratisbonne in Jerusalem.
Ab 1999 folgten weitere Studien an der Universität Luzern, ein zweimonatiger Forschungsaufenthalt an der Yeshiva University in New York und eine viermonatige Vertretung der wissenschaftlichen Assistenz am Jüdisch-Christlichen Institut der Universität Luzern. 2002 erfolgte der Abschluss des Doktoratsstudiums an der Theologischen Fakultät der Universität Luzern im Fachbereich Judaistik mit der bei Clemens Thoma eingereichten Dissertation „Halachische Existenz. Theologisch-philosophische Deutung des jüdisch-orthodoxen Daseinsvollzugs in den Schriften von Josef Dov haLevi Soloveitchik“.
Von 2001 bis 2012 war er Bildungsleiter im Lassalle-Haus Bad Schönbrunn, dem Zentrum für Spiritualität, Dialog und Verantwortung, mit den folgenden Aufgaben: inhaltliche Arbeit in ignatianischen Exerzitien, Kontemplation, geistliche Begleitung und interreligiösen Tagungen, Aufbau von Universitätslehrgängen im Bereich Spiritualität und Theologie der Religionen, Leitung zahlreicher Studienreisen nach Israel/Palästina. 2011 verwirklichte er das Projekt „Zu Fuss nach Jerusalem“ in sieben Monaten (s. u.).
Von 2012 bis 2021 war er Provinzial der Schweizer Jesuitenprovinz.
Nach einer Neuordnung der Provinzen zog er 2021 nach München um und wurde Delegat für Schulen und Hochschulen der neu gegründeten Zentraleuropäischen Provinz der Jesuiten. Im Mai 2024 hat die Universität Luzern Christian Rutishauser per 1. August 2024 zum Professor für Judaistik und Theologie an der Theologischen Fakultät berufen, er trat damit die Nachfolge von Verena Lenzen an.
Im Mai 2025 wurde ihm die Buber-Rosenzweig-Medaille für 2026 zuerkannt.

## Tätigkeiten
2001–2007 war Christian Rutishauser Bildungsleiter und 2007–2009 Direktor im Lassalle-Haus mit Schwerpunkten in christlicher Spiritualität, jüdisch-christlichem Gespräch und interreligiösem Dialog. Er leitet zahlreiche Exerzitien- und Kontemplationskurse und ist Referent für Spiritualität.
Seit 2002 führt er Lehraufträge für jüdische Studien an der Hochschule für Philosophie in München. Weitere Lehraufträge folgten am Kardinal Bea-Zentrum der Päpstlichen Universität Gregoriana in Rom und an der Theologischen Fakultät der Universität Freiburg (Schweiz). Seit 2004 ist er Mitglied der Jüdisch/Römisch-katholischen Gesprächskommission
der Schweizer Bischofskonferenz und seit 2012 Mitglied der Ökumenekommission II der Deutschen Bischofskonferenz. Seit 2004 ist er Delegationsmitglied des Vatikanischen Sekretariats für die religiösen Beziehung mit dem Judentum bei den regelmässigen Treffen des Interreligious Liaison Committee (ILC).
2011 verwirklichte er mit einer kleinen Gruppe das Pilgerprojekt „Zu Fuss nach Jerusalem, spirituell – interreligiös – friedenspolitisch“ und pilgerte in sieben Monaten von der Schweiz bis in die „Heilige Stadt“. Die Pilgerroute führte über den Balkan und die Türkei. Zwar erschwerte der Ausbruch des Bürgerkriegs in Syrien eine Durchquerung des Landes, verunmöglichte sie aber nicht. In Jerusalem angekommen, besuchte die Gruppe religiöse Stätten und führte eine Friedenskonferenz durch.
Im Februar 2012 wurde er vom Generaloberen der Gesellschaft Jesu Adolfo Nicolás zum Provinzial der Schweizer Jesuitenprovinz ernannt. Dieses Amt bekleidet er von 2012 bis 2021 nach seinem Vorgänger Pierre Emonet.
Seit 2014 gehört er zu den ständigen Beratern des Papstes für die religiösen Beziehungen mit dem Judentum.
2002 wurde er in die jüdisch/röm.-kath. Gesprächskommission der Schweizer Bischofskonferenz berufen, 2014 in dieselbe Kommission der Deutschen Bischofskonferenz. Regelmässige Teilnahmen an den Konferenzen des International Catholic/Jewish Liaison Committee (ILC) des Vatikans seit 2004.

## Veröffentlichungen (Auswahl)

### Bücher
- Joseph Ber Soloveitchik: Einführung in sein Denken; Kohlhammer, Stuttgart 2003, ISBN 3-17-018220-X (Judentum und Christentum 14), (Zugleich: Univ., Diss., 2002: Halachische Existenz.)
- Christsein im Angesicht des Judentums. (Ignatianische Impulse Bd. 28) Echter, Würzburg 2008, ISBN 978-3-429-03123-7.
- Schöpfungsglaube, Naturwissenschaft und Spiritualität im Dialog; Eigendruck Lassalle-Haus, Bad Schönbrunn 2008.
- Vom Geist ergriffen dem Zeitgeist antworten: Christliche Spiritualität für heute; Matthias-Grünewald, Ostfildern 2011, ISBN 978-3-7867-2869-6
- Zu Fuss nach Jerusalem: Mein Pilgerweg für Dialog und Frieden; Patmos, Ostfildern 2013, ISBN 978-3-8436-0341-6
- Ein Jude und ein Jesuit: Im Gespräch über Religion in turbulenter Zeit; (zus. mit Michel Bollag), Matthias-Grünewald, Ostfildern 2015, ISBN 978-3-7867-3045-3
- Christlichen Glauben denken. Im Dialog mit der jüdischen Tradition, Forum Christen und Juden Bd. 15, LIT, Zürich 2016, ISBN 978-3-643-80223-1
- Mystische Wege. christlich-integral-interreligiös, (hrsg. zus. mit Michael Hasenauer), Vier-Türme, Münsterschwarzach 2016, ISBN 978-3-7365-0062-4
- Freiheit kommt von innen. In der Lebensschule der Jesuiten. Freiburg. Herder: 2021, ISBN 978-3-451-39091-3

### Aufsätze
- Doppelte Konfrontation – Rav Dov Soloveitchiks umstrittenes Modell für den jüdisch-christlichen Dialog. In: Judaica. Jg. 59, Nr. 1, 2003, S. 12–23. Digitalisat E-Periodica
- Offenbarung durch Interpretation; In: Judaica. Jg. 60, Nr. 2, 2004, S. 118–140. Digitalisat E-Periodica
- Mystik, Meditation und Kontemplation als Quellgrund aller Religionen?. In: Heike Radeck (Hrsg.): Als Christ Buddhist? Auf der Suche nach der eigenen Spiritualität (= Hofgeismarer Protokolle. 339). Hofgeismar 2005, S. 73–89.
- Jewish-Christian Dialogue and the Theology of Religions. In: Studies in Christian-Jewish Relations. Band 1, Nr. 1, 2005, S. 55–66, doi:10.6017/scjr.v1i1.1356.
- Aufmerksamkeit, Gehorsam, Freiheit: Für eine spirituelle Leitungskultur in der Kirche. In: Geist und Leben. Jg. 80, Nr. 3, 2007, S. 161–170. Digitalisat
- Geistliche Begleitung. In: Thomas Ruckstuhl, Hildegard Aepli (Hrsg.): Leben im Haus der Kirche. Zum 100-jährigen Bestehen des Salesianums. Freiburg, Schweiz 2007, S. 71–85.
- Christlicher Inkarnationsglaube und interreligiöser Dialog. In: Gregorianum. Vol. 89, Heft 4, 2008, S. 740–767.
- 2009 – ein bewegtes Jahr jüdisch-christlichen Gesprächs. In: Stimmen der Zeit. Jg. 134, Nr. 12, 2009, S. 807–817.
- Interreligiöse Kompetenz nötig. In: NZZ Nr. 299, 24. Dezember 2013, S. 16.
- The Jewishness of Jesus: Renewing Christian Appreciation, The Third Annual John Paul II. Lecture, Boston College Press, Boston 2014. Digitalisat
- Religion und Aufklärung heute. In: Stimmen der Zeit. Jg. 139 Nr. 5, 2014, S. 303–312.
- Christliche Spiritualität und jüdisch-christlicher Dialog. In: Reinhold Boschki/Josef Wohlmuth (Hrsg.): Nostra Aetate 4. Wendepunkt im Verhältnis von Kirche und Judentum – bleibende Herausforderung für die Theologie. Schöningh, Paderborn 2015, S. 49–59.
- Religion und Spiritualität – Der Lärm der vielen Geister. In: NZZ, 24. Juni 2017, S. 12. Abgerufen am 25. Juni 2017
- An Christus führt kein Weg vorbei. Benedikt XVI. bekräftigt seine Haltung. In: NZZ, 7. Juli 2018, S. 43. Abgerufen am 7. Juli 2018. Digitalisat
- Der nie gekündigte Bund. Benedikt XVI./Joseph Ratzinger irritiert den jüdisch-katholischen Dialog. In: Stimmen der Zeit. Jg. 143, Nr. 10, 2018, S. 673–682.
- Paolo Dall’Oglio, Mar Musa und die abrahamitische Freundschaft von Christen und Muslimen. In: Rötting Martin/Hackbarth-Johnson Christian (Hrsg.), Spiritualität der Zukunft, St. Ottilien 2018, S. 87–104.
- Sexualität und spirituelles Wachstum. In: Leidfaden. Fachmagazin für Krisen, Leid, Trauer. 2018, Nr. 2, S. 4–10.
- Priestertum aller Gläubigen aus röm.-katholischer Perspektive. In: Kunz Ralph/Zeindler Matthias (Hrsg.), Alle sind gefragt. Das Priestertum aller Gläubigen heute. Theologischer Verlag, Zürich 2018, S. 149–161.
- Eretz Israel – Ein Land das Christen heilig ist. In: Zeitschrift für christlich-jüdische Begegnung im Kontext. Jg. 2019, Nr. 1, S. 14–25 Digitalisat auf https://zfbeg.org.
- Christian Mission to the Jews Revisited. Exploring the logic of the Vatican Document “The Gifts and Calling of God are Irrevocable”. In: Studies for Christian-Jewish Relations (SCJR), Jg. 14, Nr. 1/2019, S. 1–16. doi:10.6017/scjr.v14i1.11587
- Daniel Rufeisen und die Frage nach jüdisch-christlicher Identität. In: Ulrich Winkler (Hrsg.), Religion zwischen Mystik und Politik (=Jerusalemer Theologisches Forum. Nr. 35). Münster 2020, S. 295–316.
- Petition zur Wiederherstellung des Fests der Beschneidung des Herrn, verbunden mit der Namensgebung Jesu. In: Tück Jan-Heiner (Hrsg.), Die Beschneidung Jesu. Was sie Juden und Christen heute bedeutet. Freiburg/Basel/Wien, Herder 2020, S. 371–398.
- Versuche zu einer katholischen Theologie des Landes Israel. In: Theologische Quartalsschrift. Band 201, Nr. 1, 2021, S. 72–89.

## Audio und Video
- Ignatianische Spiritualität und innerer Weg, Lassalle-Haus-Tagung, 2.–4. März 2018. Youtube
- Von der Sinnschöpfung aus Brüchen, Philo Thik Theater Baden, 6. Dezember 2020. Youtube
- Reflexion und Self-Management zur Entwicklung der Leadership-Kompetenzen, Talk beim Swiss Excellence Forum, 31. März 2021. Youtube
- Dialog zwischen Juden und Christen. Podcast von Dominik Landwehr vom 16. Mai 2021. 55 Minuten. Online